# Soldagem MIG/MAG
Soldagem por arco elétrico com gás de proteção, sigla em inglês GMAW (Gas Metal Arc Welding), mais conhecida como soldagem MIG/MAG (MIG – Metal Inert Gas) e (MAG – Metal Active Gas), trata-se de um processo de soldagem por arco elétrico entre a peça e o consumível em forma de arame, eletrodo não revestido, fornecido por um alimentador contínuo, realizando uma união de materiais metálicos pelo aquecimento e fusão. O arco elétrico funde de forma contínua o arame à medida que é alimentado à poça de fusão. O metal de solda é protegido da atmosfera por um fluxo de gás, ou mistura de gases, inerte (MIG) ou ativo (MAG). Neste processo de soldagem é utilizada a corrente contínua (CC) e geralmente o arame é utilizado no pólo positivo (polaridade reversa). A polaridade inversa é raramente utilizada, pois, embora proporcione uma maior taxa de fusão do eletrodo, proporciona um arco muito instável. A faixa de corrente mais comumente empregada varia de 50A até cerca de 600A, com tensões de soldagem de 15V até 32V. Um arco elétrico autocorrigido e estável é obtido com o uso de uma fonte de tensão constante e com um alimentador de arame de velocidade constante.
O processo MIG/MAG é aplicável à soldagem da maioria dos metais utilizados na indústria como os aços, o alumínio, aços inoxidáveis, cobre e vários outros. Peças com espessura acima de 200mm podem ser soldados praticamente em todas as posições.  

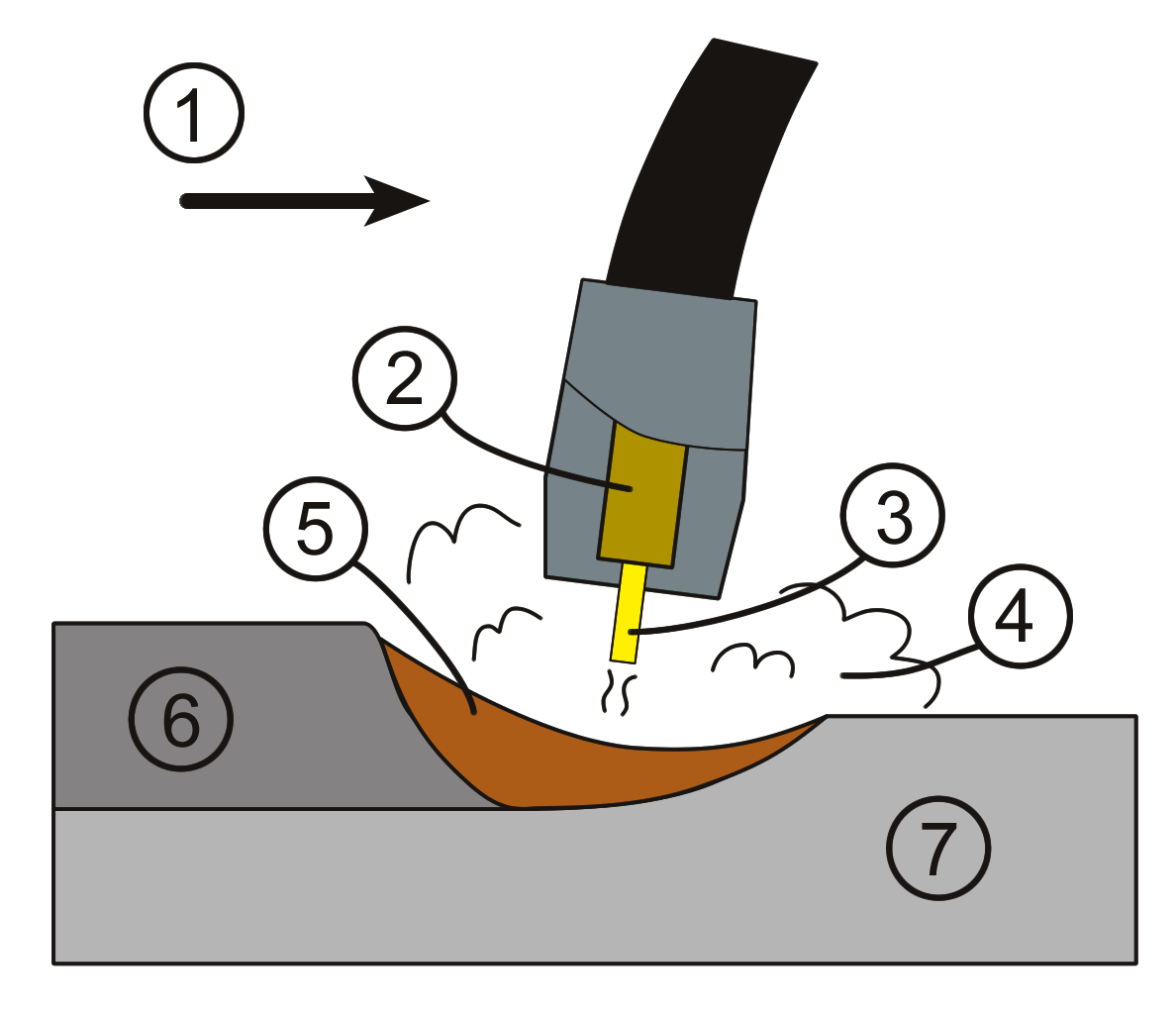
Solda MIG/MAG. (1) Direção de trabalho, (2) Tubo de contato, (3) Arame consumível, (4) Gás de proteção, (5) Poça de fusão, (6) Solda solidificada, (7) Peça de Trabalho.

## Algumas Vantagens
O processo MIG/MAG (GMAW) apresenta várias vantagens em relação a outros processos de soldagem por arco elétrico em baixa ou alta produtividade como SMAW (Eletrodo Revestido), Soldagem por arco submerso (SAS/SAW) e TIG, abaixo uma lista com algumas vantagens:
- Não há perdas de pontas como no eletrodo revestido;[1]
- Tempo total de execução de soldas de cerca da metade do tempo se comparado ao eletrodo revestido;[1]
- Alta taxa de deposição do metal de solda;[2]
- Alta velocidade de soldagem; menos distorção das peças;[2]
- Largas aberturas preenchidas ou amanteigadas facilmente, tornando certos tipos de soldagem de reparo mais eficientes;[2][1]
- Baixo custo de produção;[2][1]
- Soldagem pode ser executada em todas as posições;[2][1]
- Processo pode ser automatizado;[2]
- Cordão de solda com bom acabamento;[2]
- Soldas de excelente qualidade;[1]
- Facilidade de operação;[1]
- Baixo custo do arame consumível para uso em aço e materiais ferrosos.[2][1]
- Proporciona um trabalho mais relaxado.

## Limitações ou desvantagens da soldagem MIG-MAG
Como acontece em qualquer processo, a soldagem MIG/MAG apresenta algumas limitações:
- Regulagem do processo bastante complexa;
- Não aplicável a zonas de difícil alcance;
- Não deve ser utilizado em presença de corrente de ar;[2]
- Probabilidade elevada de gerar porosidade no cordão de solda;
- Produção de respingos;[2]
- Manutenção mais trabalhosa;
- Alto custo do equipamento em relação a Soldagem com Eletrodo Revestido;[2]
- Alto custo do arame consumível para uso em alumínio e aço inoxidável.[2]

## Equipamento

Imagem com a ponta da tocha MIG/MAG. (1) Tocha MIG/MAG, (2) Anel de proteção, (3) Gas de proteção, (4) Bico de contato, (5) Arame

Equipamentos para soldagem manual são simples de instalar. Como o curso do arco é feito pelo soldador, somente três elementos principais são essenciais:
- Tocha de soldagem e acessórios;
- Motor de alimentação do arame;
- Fonte de energia.